# Bistum Sandhurst
Das Bistum Sandhurst (lateinisch Dioecesis Sandhurstensis, englisch Diocese of Sandhurst) ist eine in Australien gelegene römisch-katholische Diözese mit Sitz in Bendigo.

## Geschichte
Das Bistum Sandhurst wurde am 30. März 1874 durch Papst Pius IX. aus Gebietsabtretungen des Erzbistums Melbourne errichtet und diesem  als Suffraganbistum unterstellt.

## Bischöfe von Sandhurst
- Martin Crane OSA, 1874–1901
- Stephen Reville OSA, 1901–1916
- John McCarthy, 1917–1950
- Bernard Denis Stewart, 1950–1979
- Noel Desmond Daly, 1979–2000
- Joseph Angelo Grech, 2001–2010
- Leslie Tomlinson, 2012–2019
- Shane Mackinlay, 2019–2025, dann Erzbischof von Brisbane
  - Sedisvakanz seit 18. Juni 2025